# 세르비아-조선민주주의인민공화국 관계
조선민주주의인민공화국과 세르비아는 1948년 조선민주주의인민공화국과 유고슬라비아 사회주의 연방공화국(SFRY) 사이에 수립된 외교 관계를 유지하고 있다. 1956년부터 2006년까지 조선민주주의인민공화국은 유고슬라비아 사회주의 연방공화국(SFRY)과 유고슬라비아 연방공화국(FRY) (후에 세르비아 몬테네그로)과 외교 관계를 유지하였으며, 세르비아는 각각 SFRY의 공동 법적 승계국, FRY의 단독 법적 승계국으로 간주된다.

## 역사
유고슬라비아 사회주의 연방공화국과 조선민주주의인민공화국은 1948년 10월 30일에 외교 관계를 수립하였다. 양국의 관계는 요시프 브로즈 티토와 김일성 집권 시기에 매우 긴밀하였다. 두 지도자는 중소 분쟁 당시 중립적인 입장을 취하였으며, 소련과 중국 양국 모두와 우호적인 관계를 유지하였다. 세르비아와 조선민주주의인민공화국은 모두 비동맹 운동 회원국이며, 세르비아가 구성국이었던 유고슬라비아는 비동맹 운동의 창립 회원국 중 하나였다.
슬로보단 밀로셰비치 대통령 집권하의 세르비아는 조선민주주의인민공화국과 매우 긴밀한 관계를 유지하였다. 조선민주주의인민공화국 유학생들이 베오그라드에서 유학했다는 소문도 있었다. 1999년 NATO의 유고슬라비아 공습 당시, 조선민주주의인민공화국 정부는 세르비아에 대한 NATO의 군사행동을 강력히 비난하였다. 조선민주주의인민공화국의 외무상 백만순은 세르비아 정부에 대한 전적인 지지를 표명하며, 국제사회가 미국의 코소보에 대한 무력 사용을 저지해야 한다고 주장하였다. 2000년, 조선로동당 대표단은 세르비아 사회당 제4차 대회에 참가하였으며, 대표 김만익은 유고슬라비아 전쟁에서의 미국 제국주의를 규탄하는 연설을 통해 슬로보단 밀로셰비치와 세르비아 정부에 대한 연대를 표명하였다. 그는 세르비아의 코소보 내 군사 행동과 관련하여 다음과 같이 발언하였다. "조국의 자주권을 끝까지 수호하려는 유고슬라비아 인민들과 무장력량은, 미국을 우두머리로 하는 나토 침략자들에 맞서 성스러운 전쟁에 용감히 나섰으며, 세계 앞에 자기들의 불굴의 의지와 영웅적 기개를 똑똑히 보여주었다."
2017년, 리병두 주세르비아 조선민주주의인민공화국 대사는 베오그라드를 방문하여 코소보 문제에 대한 세르비아의 입장을 지지한다는 조선민주주의인민공화국의 입장을 재확인하였다. 이에 대해 세르비아 외무장관 이비차 다치치는 북핵 위기 해결을 위한 외교적 해법의 필요성을 강조하였다.